# Васил Платнаров
Васил Иванов Платнаров е български националреволюционер. Опълченец в Българското опълчение.

## Биография
Васил Платнаров е роден около 1840 г. в град Карлово. Става член и председател на Карловския частен революционен комитет на ВРО. Изпратен заедно с Филип Тотю в Русия за закупуване на оръжие (1869). Остава пет години и върти търговия с предоставените му от комитета пари. След завръщането си отново е председател на комитета.
На събранието в Оборище е делегат от Карлово, Войнягово и Дъбене. Георги Бенковски го отстранява под предлог за нередовни пълномощия. Така Карлово и Карловско остават неинформирани за приетите решения, което проваля обявяването на толкова дълго и старателно подготвяното Априлско въстание (1876).
Участва като доброволец в Сръбско-турската война (1876).
През Руско-турската война (1877 – 1878) е в редовете на Българското опълчение. Награден с Георгиевски кръст „За храброст“.
След Освобождението от османско владичество се жени за Мария Андреева (племенница на Васил Левски, дъщеря на сестра му Яна). Работи като адвокат.